# Мінулово
Мінулово (рос. Минулово) — присілок у Всеволожському районі Ленінградської області Російської Федерації.
Населення становить 110 осіб. Належить до муніципального утворення Щегловське сільське поселення.

## Історія
Від 1 серпня 1927 року належить до Ленінградської області.

## Населення
| 1838 | 1848 | 1862 | 1896 | 1926 | 1939 | 1958 |
| ---- | ---- | ---- | ---- | ---- | ---- | ---- |
| 70   | ↗98  | ↘73  | ↗123 | ↗146 | ↗225 | ↘206 |
| 1997 | 2002 | 2007 | 2010 | 2011 | 2012 | 2017 |
| ↘113 | ↘106 | ↘103 | ↗118 | ↘105 | →105 | ↗110 |